# NGC 5
NGC 5 ist eine elliptische Galaxie vom Hubble-Typ E4 im Sternbild Andromeda am Nordsternhimmel. Sie ist schätzungsweise 236 Millionen Lichtjahre von der Milchstraße entfernt und hat einen Durchmesser von etwa 80.000 Lichtjahren.
Das Objekt wurde am 21. Oktober 1881 vom französischen Astronomen Édouard Stephan entdeckt.